# Anisaquíase
Anisaquíase (também anisakiose ou anisakíase) é o termo usado geralmente para nomear a forma aguda de uma parasitose no trato gastrointestinal dos seres humanos.  Tal doença é causada pela ingestão de peixes e frutos do mar crus ou mal cozidos com as larvas de nemátodes da família Anisakinae. Acredita-se que as larvas dos gêneros Anisakis, Belanisakis, Phocanema, Pseudoterranova, Cleoascaris, Contracaecum e Hysterothylacium são os agentes etiológicos da doença. 
A anisaquíase foi reconhecida pela primeira vez pelo Dr. M. Strub em 1955 nos Países Baixos. O paciente ingeriu arenque levemente salgado e 24 horas depois, apresentou sintomas que conduziram a laparotomia, quando foi verificada a presença de larvas de terceiro estágio (L3) de anisaquídeos no lúmen do intestino e lesões ulcerativas no íleo.

## Ciclo de vida
Quanto ao ciclo de vida, os estágios do adulto do Anisakis simplex e Pseudoterranova decipiens, por exemplo, residem no estômago de mamíferos marinhos, onde são encaixados na mucosa, agrupados. Ovos não embrionados produzidos pela fêmea adulta são passados para as fezes dos mamíferos marinhos. Esses ovos tornam-se embrionados na água, e larvas de primeiro estágio são formadas nesses ovos.  As larvas mudam tornando-se  larvas de segundo estágio, e depois que as larvas saem do ovo se tornam nadantes livres. Larvas libertas do ovo são ingeridas por crustáceos, onde tornam-se larvas de terceiro estágio que é a forma infectante aos peixes e lulas. As larvas migram então do intestino para os tecidos na cavidade peritonial e crescem até 3 cm de comprimento. Após a morte do hospedeiro intermediário, elas migram para os tecidos musculares, e através de predação, as larvas são transferidas de peixe para peixe. Quando peixes e lulas contendo as larvas em terceiro estágio são ingeridos por mamíferos marinhos, as larvas mudam duas vezes e tornam-se um verme adulto.  As fêmeas adultas produzem ovos que são eliminados pelos mamíferos marinhos. Humanos tornam-se infectados por comer peixes marinhos crus ou mal cozidos. Depois da ingestão, a larva de anisaquídeo penetra na mucosa gástrica e intestinal, causando os sintomas da anisaquíase. 

## Ocorrência
Menos de 10 casos de anisaquíase são diagnosticados nos Estados Unidos anualmente. É muito comum no Japão devido aos sushis e sashimis, também comum nos Países Baixos, na Escandinávia e na costa do Pacífico da América Latina. No Brasil não há notificação de casos embora haja estudos mostrando a existência de peixes contaminados como o dourado (Coryphaena hippurus), anchova (Pomatomus saltatrix), cavalas (Scomber japonicus), pargos (Pagrus pagrus) e peixe-espada (Trichiurus lepturus); e em vieiras (Pecten ziczac). Também há relatos de bacalhau importado contaminado analisado pelo Instituto Adolfo Lutz nos anos de 1997 e 1998. Entretanto suspeita-se que muitos casos não estejam sendo detectados.
Nos peixes, as larvas se localizam nas serosas viscerais e podem migrar para a musculatura onde se encistam e quando ingeridas constituem risco potencial, a seres humanos, sob o ponto de vista da Saúde Pública.

## Sintomas
A doença manifesta-se visualmente por cólicas abdominais e vômitos. A larva em movimento faz uma cova na parede do estômago produzindo ulceração com náusea, vômitos e dor epigástrica, algumas vezes, com hematemese. As larvas podem migrar para a parte superior atacando a orofaringe e causando tosse. No intestino delgado, elas causam abcessos eosinofílicos, e os sintomas podem ser similares a uma apendicite, enterite regional ou com a doença de Crohn. Raramente as larvas atingem o intestino grosso.
Na América do Norte, a anisaquíase é diagnosticada mais freqüentemente quando o indivíduo  afetado sente formigamento ou cócegas na garganta e quando os vermes saem com a tosse ou são extraídos manualmente.